# 能力検定競走
能力検定競走（のうりょくけんていきょうそう）とは第二次世界大戦の戦時中の1944年、馬券発売を伴う日本の競馬の開催が中止（競馬開催の一時停止）された関係で主要大レース（3歳=当時4歳のクラシックレースや帝室御賞典など）を中心に種牡馬や繁殖牝馬の選定のために開催されたレースのことを示す。
1944年春季は東京競馬場および京都競馬場においてのみ開催、秋季は戦局の悪化に伴い東京競馬場も閉鎖され東京の修練場（現在の馬事公苑）で行われた。なお、春季においては速歩の廃止及び7歳以上の馬は出走不可となり、秋季は出走馬を4歳に限ったため障害競走は施行されず帝室御賞典も行われなかった。
1945年には戦局が一段と悪化したことを受けて、北海道の浦河町および東北地方に場所を移して行われることとなった。この意味における能力検定競走は、終戦直前の8月と終戦後の10月に行われている。

## 1944年に行われた能力検定競走の1着馬
- 農商省賞典四歳（東京）　クリヤマト
- 東京優駿（東京）　カイソウ
- 長距離特殊競走（京都　競走不成立。詳細は当該項参照）
- 中山四歳牝馬特別（東京）　ヤマイワイ
- 阪神優駿牝馬　中止
- 帝室御賞典（春）（京都）　ヒロサクラ
- 帝室御賞典（秋）　中止
- 横浜記念（春）（東京）　クリフジ
- 横浜記念（秋）　中止
- 中山記念（春）（東京）　ダイオシヨー
- 中山記念（秋）　中止
- 目黒記念（春）（東京）　カイモン
- 目黒記念（秋）　中止
- 京都記念（春）（京都）　ハチアジカワ
- 京都記念（秋）　中止
- 農商省賞典障碍（春）（東京）　イマカゼ
- 農商省賞典障碍（秋）（京都）　中止